# Abraham Lissauer

Abraham Lissauer

Abraham Lissauer (* 29. August 1832 in Berent; † 29. September 1908 in Charlottenburg) war ein deutscher Arzt, Anthropologe und Archäologe.

## Leben
Abraham Lissauer, dessen Vorfahren jüdischer Herkunft waren, besuchte Gymnasien in Sagan und Danzig. Er studierte Philosophie, Philologie und Medizin in Berlin und Wien, wurde 1856 promoviert und war bis 1863 in Neidenburg als Arzt tätig. 1863 begann Lissauer seine ärztliche Tätigkeit in Danzig. Die Feldzüge 1866 und 1870/1871 machte er als Stabsarzt im Feldlazarett mit. Er wurde mit dem Roten Adlerorden IV. Klasse mit Schwertern und mit dem Eisernen Kreuz II. Klasse ausgezeichnet.
Nach 1892 arbeitete er in Berlin als Bibliothekar und Kustos der Schädelsammlung der Anthropologischen Gesellschaft. Lissauer war seit 1900 Mitglied der Leopoldina. Er wurde zum geheimen Sanitätsrat ernannt.
Sein Sohn war der Neurologe Heinrich Lissauer (1861–1891).

## Schriften (Auswahl)
- De digitalis in pulsum efficacitate in pneumonia. Berlin 1856.
- Zur antipyretischen Behandlung des Typhus abdominalis (1871), doi:10.1007/BF01957192.
- Über sanitätspolizeiliche Untersuchung der Trinkwässer (1864).
- Über den Alkoholgehalt des Bieres (1865).
- Beschreibung eines männlichen Zwitterschafes. In: Schriften der Naturforschenden Gesellschaft in Danzig. Neue Folge Bd. 2 (1869), H. 2, S. 9 f. (zobodat.at [PDF]).
- Hygienische Studien über Bodenabsorption (1876).
- Über das Eindringen von Canalgasen in die Wohnräume (1881).
- Untersuchungen über die sagittale Krümmung des Schädels bei den Anthropoiden und den verschiedenen Menschenrassen. In: Archiv für Anthropologie 15, 1885.
- Die prähistorischen Denkmäler der Provinz Westpreussen und der angrenzenden Gebiete. W. Engelmann, Leipzig 1887   (Google Books) (Digitalisat).
- Alterthümer der Bronzezeit in der Provinz Westpreussen und den angrenzenden Gebieten. Band 1:  Die Bronzen. Danzig 1891 (Digitalisat).
- Archäologische und anthropologische Studien über die Kabylen. In: Zeitschrift für Ethnologie. Bd. 40 (1908), H. 4, S. 501–535 (JSTOR:23030977).